# 康定虎耳草
康定虎耳草（学名：Saxifraga prattii）为虎耳草科虎耳草属下的一个变种。

## 扩展阅读
維基物種上的相關：康定虎耳草